# レジナルド・ポール
レジナルド・ポール（Reginald Pole, 1500年3月 – 1558年11月17日）は、イングランドの枢機卿であり、イングランド最後のカトリック大司教である。対抗宗教改革期において、イングランドの宗教的状況に深く関与した。

## 生涯初期
レジナルド・ポールは1500年3月、スタッフォードシャーのストートン城で生まれた。父はリチャード・ポール卿、母はソールズベリー伯爵夫人マーガレット・ポール（旧姓プランタジネット）である。母方の祖父母はクラレンス公ジョージ・プランタジネットとイザベル・ネヴィルであり、ポールはエドワード4世およびリチャード3世の又甥にあたる血筋であった。幼少期にシーン修道院で教育を受け、1512年にはオックスフォード大学モードリン・カレッジに入学し、1515年に学士号を取得した。その後、ヘンリー8世の援助を受け、1521年から約5年間、イタリアのパドヴァ大学で人文主義や神学を学んだ。この間、ルネサンスの学者たちと交流を深め、学識を磨いた。

## ヘンリー8世との対立と亡命
イングランド帰国後、ポールはヘンリー8世の顧問の一人となるが、国王がキャサリン・オブ・アラゴンとの結婚の無効を求め、ローマ教皇庁からの離脱を進める中で、ポールは国王の行動に反対の立場を取った。特に、ヘンリー8世がイングランド教会の首長となることに強く異議を唱え、1536年には教会の統一を擁護する論文『教会の統一の擁護について』（Pro ecclesiasticae unitatis defensione）を著した。この論文はヘンリー8世を激しく批判する内容であり、国王の怒りを買ったポールは自己亡命を余儀なくされ、フランスやイタリアで生活することとなった。この対立の結果、彼の家族の多くがヘンリー8世によって処刑される悲劇に見舞われた。

## 枢機卿としての活動
亡命中であった1536年12月22日、ポールは教皇パウルス3世によって枢機卿に任命された。これはポールの意に反するものであったが、彼はその後、対抗宗教改革の主要人物の一人としてローマ教皇庁に仕えることとなる。彼は教会改革に関する重要な文書の作成に携わり、1542年にはトリエント公会議の議長を務める3人の教皇使節の一人に選ばれた。公会議の開催が遅れる中、ポールは「公会議について」（De Concilio）という論文を執筆した。1549年の教皇選挙では、新教皇の有力候補と目され、あと2票で教皇に選出されるところであったが、最終的にはユリウス3世が選ばれた。

## メアリー1世の治世とイングランドへの帰還
1553年、カトリックを信奉するメアリー1世がイングランド女王に即位すると、ポールは教皇特使としてイングランドに帰還した。彼はイングランド教会のカトリック復帰とローマとの和解に尽力し、1555年にはイングランド全土をローマ教皇庁に再統合させる功績を挙げた。同年、カンタベリー大司教に任命され、イングランドにおけるカトリックの再建を主導した。彼は修道院の再建に着手し、1555年11月にはウェストミンスターで教会改革のための教会会議を招集した。メアリー1世の治世下でプロテスタントへの迫害が行われたが、ポール自身が直接焚刑を命じることはなかったものの、その政策に反対することもなかった。

## 晩年と死
ポールはメアリー1世の重要な助言者となり、実質的に政府運営に関与した。しかし、1558年11月17日、メアリー1世の死からわずか数時間後に、ポールもまたロンドンのランベス宮殿で死去した。享年58であった。彼はカンタベリー大聖堂のベケットのコロナに埋葬された。レジナルド・ポールは、イングランドにおけるカトリックの最後の拠点として、激動の宗教改革期を生き抜いた人物として記憶されている。

## 参考書籍
- Mayer, Thomas F. 『Reginald Pole: Prince and Prophet』. Cambridge University Press, 2000. ISBN 978-0521371889.